# روبرتو لئوپاردی
روبرتو لئوپاردی (اسپانیایی: Roberto Leopardi‎؛ زادهٔ ۱۹ ژوئیهٔ ۱۹۳۳) بازیکن فوتبال اهل اروگوئه بود.
از باشگاه‌هایی که در آن بازی کرده‌است می‌توان به باشگاه فوتبال جنوآ، باشگاه فوتبال پنیارول، باشگاه فوتبال ناسیونال (اروگوئه)، و باشگاه فوتبال ویچنزا اشاره کرد.
وی همچنین در تیم ملی فوتبال اروگوئه بازی کرده‌است.